# Фромажер
Фромажер е един от 19-те региона на Кот д'Ивоар. Разположен е в централната част на страната. Площта му е 6900 км², а населението, според преброяването през 2007, е приблизително 800 000 души. Столицата на Фромажер е град Ганьоа.
Регионът е разделен на два департамента – Ганоа и Уме.